# V dni oktjabrja
V dni oktjabrja (russisk: В дни октября) er en sovjetisk spillefilm fra 1958 af Sergej Vasiljev.

## Medvirkende
- Vladimir Tjestnokov som Lenin
- V. Brener som Krupskaja
- Leonid Ljubasjevskij som Sverdlov
- Adolf Sjestakov som Dzerzjinsikij
- Andro Kobaladze som Stalin